# Super Bowl IV
Super Bowl IV var den fjerde udgave af Super Bowl, finalen i den amerikanske football-liga NFL. Kampen blev spillet 11. januar 1970 på Tulane Stadium i New Orleans og stod mellem Kansas City Chiefs og Minnesota Vikings. Chiefs vandt 23-7, og tog dermed sin første Super-Bowl titel i historien.
Kampens MVP (mest værdifulde spiller) blev Chiefs quarterback Len Dawson.
| NFL | Spire Denne artikel om NFL er en spire som bør udbygges. Du er velkommen til at hjælpe Wikipedia ved at udvide den. |